# Diviana powelli
Diviana powelli is een vlinder uit de familie van de snuitmotten (Pyralidae). De wetenschappelijke naam van de soort is voor het eerst geldig gepubliceerd in 1996 door Neunzig & Solis.